# Natoye
 (août 2025).
Si vous disposez d'ouvrages ou d'articles de référence ou si vous connaissez des sites web de qualité traitant du thème abordé ici, merci de compléter l'article en donnant les références utiles à sa vérifiabilité et en les liant à la section « Notes et références ».
 (août 2025).
- Si vous ne connaissez pas le sujet, laissez ce bandeau (vous pouvez alors contacter les auteurs).
- Si vous supprimez le contenu mis en cause (vous pouvez préalablement contacter les auteurs),

argumentez précisément cette suppression dans la page de discussion
(un manque de référence n'est pas un argument ; une recherche réelle de référence doit avoir été effectuée, être formellement documentée).
Natoye (en wallon Natôye) est une section de la commune belge de Hamois située en Région wallonne dans la province de Namur.
C'était une commune à part entière avant la fusion des communes de 1977.

## Étymologie
692 Athetasis (?), 1220 Nathuehe, 1237 Natoye, Natoie, 1243 Natoie
Lieu (suffixe roman -ia accentué, donnant le suffixe -oye) humide (germanique *natt).
Un étymologie discutable donne comme origine l'expression d'origine gauloise in attegia signifiant à la hutte.

## Géographie
Natoye, village de l'entité de Hamois qui comprend environ 2 000 habitants, est situé dans le Condroz à 7 km de Ciney, 24 km de Namur, 22 km d'Andenne, en bordure de la nationale 4 et de l’autoroute E411.
Le village est desservi par la ligne de chemin de fer Bruxelles-Luxembourg.
Natoye est un village agréable, surtout de par sa proximité avec les grands axes, sans en subir les nuisances. Proche des grandes villes tout en restant à la campagne et puis surtout, pourvu de commerces de proximité de grande qualité.
Ce village est arrosé par le ruisseau du Petit Bocq, affluent du Bocq.

## Évolution démographique
- Source: DGS, 1831 à 1970=recensements population, 1976= habitants au 31 décembre

## Patrimoine et culture

### Patrimoine et culture

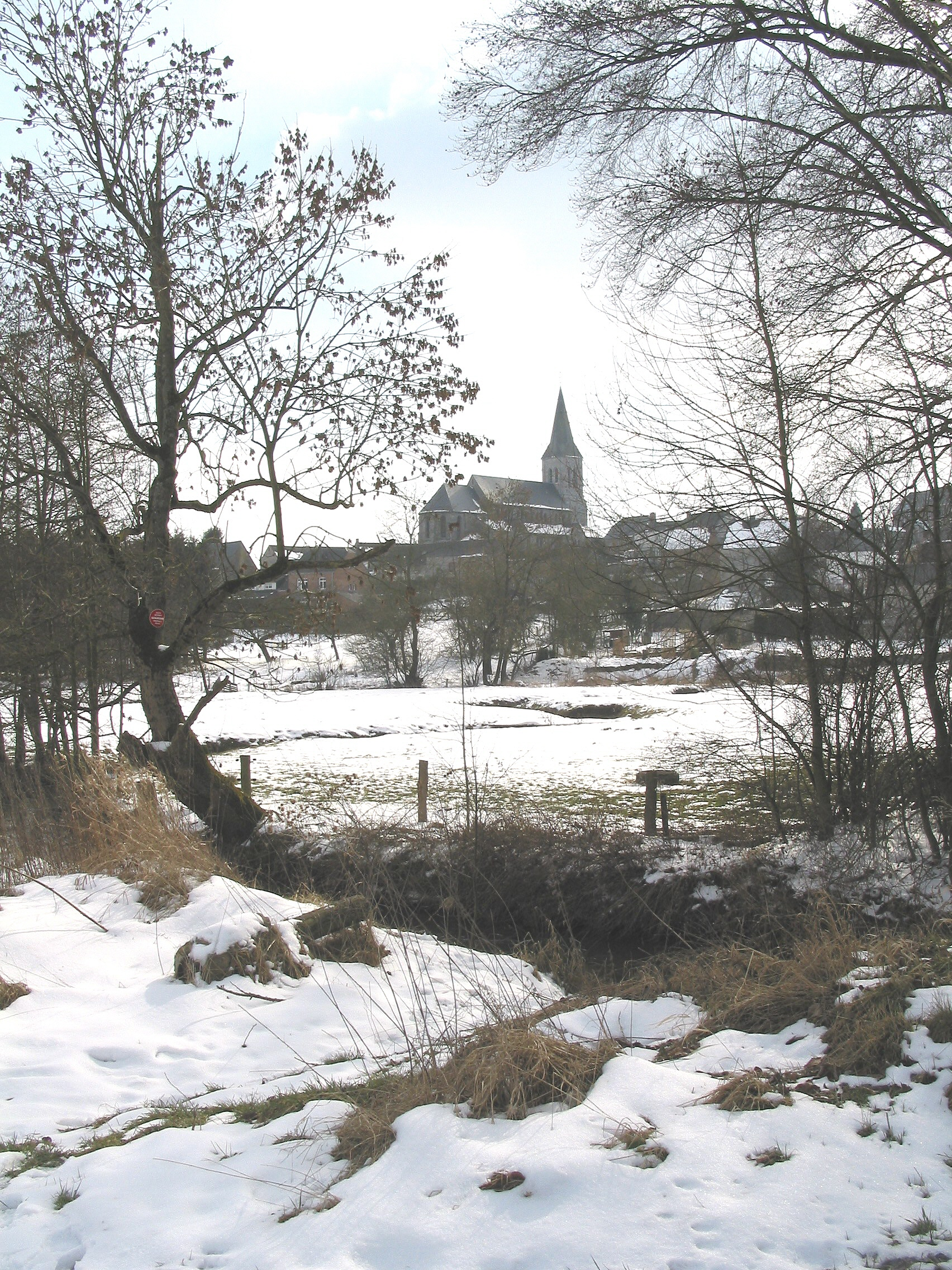
En hiver.

Le village de Natoye est essentiellement connu parce qu'il abrite le château ayant servi de modèle à l'auteur de bande dessinée Franquin dans la série Spirou. Le château de Champignac, aujourd'hui propriété de la famille de Beaudignies, se trouve, en effet, dans le petit hameau de Skeuvre situé au nord-est du village.
Au niveau architectural, citons aussi le très beau domaine de l'ancien couvent des Pères Passionistes (aujourd'hui occupé par le Centre des réfugiés de la Croix Rouge) ainsi que la grande ferme carrée « le bâtiment » et le château de Mouffrin situé dans le hameau de Gemenne.

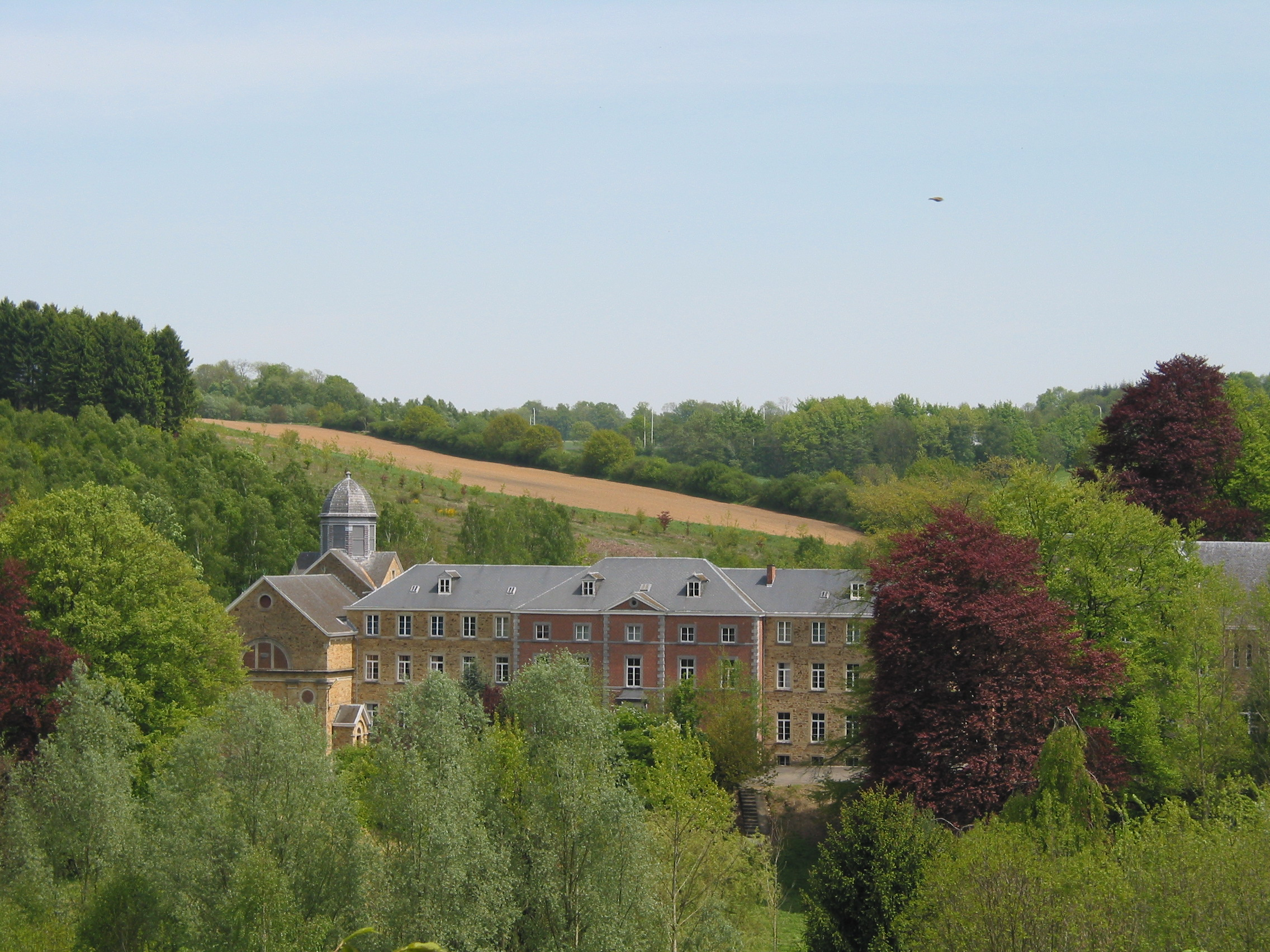
L'ancien « Relais Patro », ex-couvent passioniste.

Le château de Mouffrin fut originellement construit en 1450 par les seigneurs de Rougrave qui avait acquis la seigneurie à Renard de Corswarem en 1397. La seigneurie passa ensuite à Claude de Namur, seigneur de Dhuy, en 1603, puis aux Berio en 1628, aux comtes de Berlaymont en 1650, à la famille de Waha dans la deuxième moitié du XVIIe siècle. En 1737, Marguerite de Waha s'en dessaisit au profit de Herman-Otto, comte de Hoensbroeck. Anna Maria Bernardina Apollonia Philippa comtesse van Hoensbroeck-Geul (1729-1798) apportera Mouffrin en dot à son mari, le comte François-Xavier de Hohenzollern-Hechingen, qui décèdera au château en 1765. Le banquier liégeois Charles Emile Frésart donne son aspect actuel a château en 1875. Sa fille, Marie-Charlotte Frésart, en hérita et épousa le baron Paul de Favereau, 13e président du Sénat belge (de 1911 à 1922). Leur fille épousa à son tour le Comte Charles d'Aspremont Lynden, qui fut ministre pendant la Deuxième Guerre mondiale. Le château appartient toujours à la famille d'Asprememont-Lynden de nos jours.
La ferme du Bâtiment, datant du début du XVIIIe siècle, est reprise sur la liste du patrimoine immobilier classé de Hamois.

## Économie

### Tourisme
Natoye abrite le Centre des Métiers d'Art Wallon "La Spirale". Toute l'année, une septantaine d'artisans et d'artistes y exposent leurs créations. En plus des 8 salles d'exposition un parcours en extérieur propose de nombreuses sculptures monumentales. De nombreux événementiels tournant autour de l'artisanat sont également proposés dont le plus beau marché de Noël de la Province de Namur qui se déroule, chaque année, le second week-end complet du mois de décembre.

## Sport et vie associative

### Sport
Natoye compte un grand nombre de clubs sportifs, dont notamment le club de basket du RCS Natoye  et le club de badminton.
Le club de basket du RCS Natoye évolue en R1 Dames et R1 Hommes et aussi le RFC Natoye.